# Mariotto Albertinelli

Anunciació, Alte Pinakothek de Múnic.

Mariotto Albertinelli (Florència, 13 d'octubre de 1474 - Florència, 5 de novembre de 1515) va ser un pintor italià del Renaixement.

## Els inicis
Fill del batedor d'or Biagio di Bindo Albertinelli, als vint anys, segons Vasari, va deixar el taller del pare per dedicar-se a la pintura, al taller de Cosimo Rosselli, on va tenir com a companys Piero di Cosimo i Baccio della Porta, després frare i pintor conegut amb el nom de fra Bartolomeo.
Diu Vasari que Mariotto i Baccio «eren una ànima i un cos, i entre ells hi hagué tanta fraternitat que quan Baccio es va independitzar del taller de Cosimo per fer carrera pel seu propi compte, també Mariotto se'n va anar amb ell, i prop de la porta San Piero Gattolini van compartir taller durant molt de temps, fent moltes obres plegats; i atès que Mariotto no era tan hàbil en el dibuix com Baccio, es va posar a estudiar les antigalles que es trobaven a Florència, la major part i les millors de les quals eren a casa dels Mèdici; i hi va dibuixar moltes vegades alguns quadrets de mig relleu que es trobaven davall del balcó al jardí del costat de Sant Llorenç».
Va treballar per a Alfonsina Orsini, mare de Llorenç de Mèdici, de la qual arribà a fer-ne un retrat, però l'any 1494, bandejats els Mèdici de Florència, va tornar a treballar amb Baccio della Porta i «esforçant-se amb el natural i a imitar les coses de Baccio, en pocs anys es va fer un diligent i hàbil mestre. Es va animar tant veient reeixir tan bé les seues coses que, imitant l'estil del company, molt sovint les seues obres es van confondre amb les del frare.» 
Les obres que van fer plegats són l'Anunciació de l'any 1497 per a la catedral de Volterra i la Sagrada Família, avui dia a Los Angeles, al County Museum of Art, que palesen la influència de Perugino, de Ridolfo Ghirlandaio i, pels aspectes paisatgístics, de la pintura flamenca. S'atribueixen a la mà d'Albertinelli el tríptic de la Mare de Déu amb l'infant, àngels i sants del Museu de Belles Arts de Chartres, que mostra curiosos anacronismes del Trecento; i el de la Mare de Déu amb l'infant i les santes Caterina d'Alexandria i Bàrbara, del Museu Poldi Pezzoli de Milà.
Però Baccio es va fer frare dominicà l'any 1500, prenent el nom de fra Bartolomeo i deixant el taller, i Mariotto, «a causa de la pèrdua del company, gairebé desorientat i fora de si», tant que, continua Vasari, si no haguera odiat tant tots els frares i en particular Savonarola, «l'amor per Baccio l'hauria portat a ingressar ell mateix al convent per estar amb el seu company».
L'any 1501 un tal Gerozzo Dini, que havia encarregat un Judici universal a Baccio, que avui dia es troba al museu florentí de Sant Marc, havent pagat la pintura, va sol·licitar a Albertinelli que l'acabara, i aquest «la va concloure executant amb habilitat i amor el que restava per fer, de manera que molts, sense saber-ho, pensaren que una sola mà l'havia treballada. A causa d'això va guanyar molt de crèdit en l'art.»

## La maduresa artística

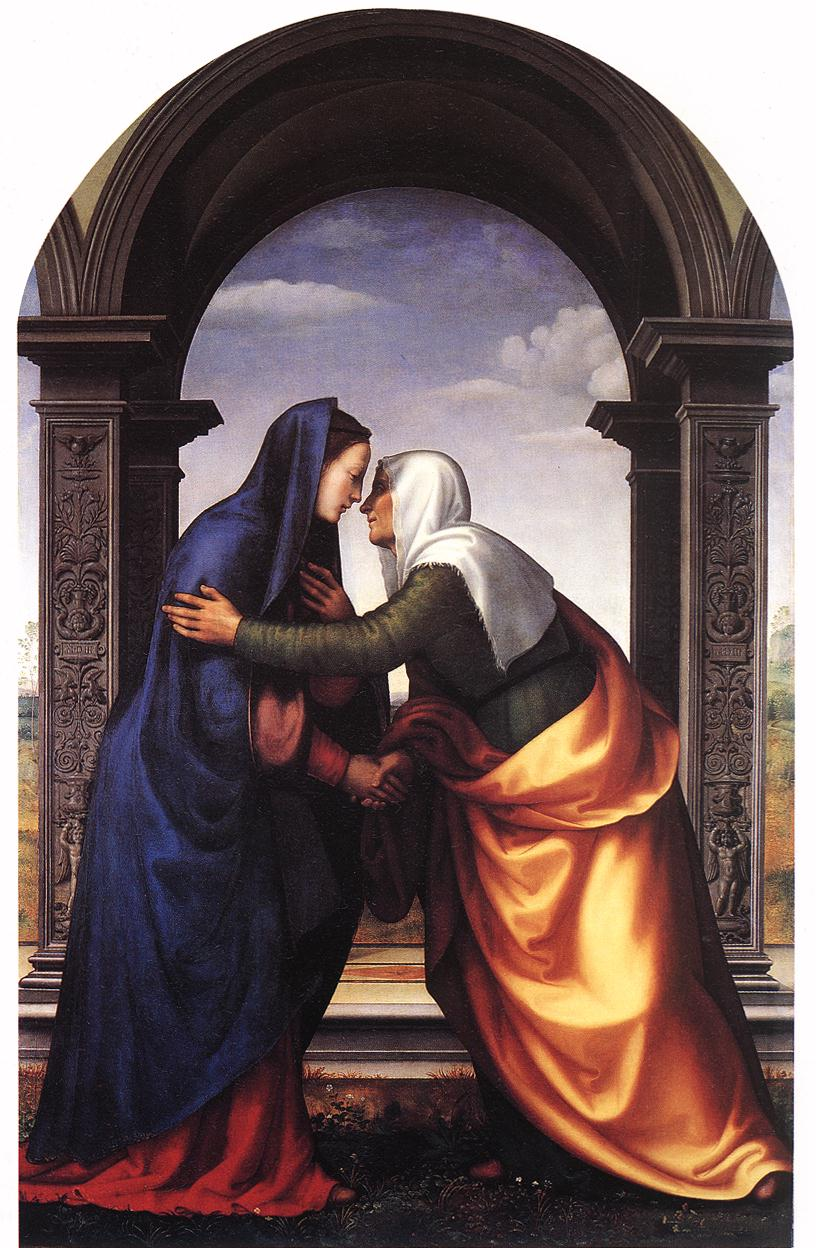
Visitació, Galeria dels Uffizi, Florència

La monumental Visitació de l'any 1503, avui dia als Uffizi, evoca l'esperit de fra Bartolomeo amb trets de Perugino pel que fa a la representació arquitectònica i la calidesa dels colors, però cal reconèixer que l'obra és una important aportació a l'art florentí del nou segle. Ben al contrari, representen un retorn al Quattrocento tant la Crucifixió de 1505, la Mare de Déu amb l'infant i els sants Jeroni i Zenobi (1506), ambdues al Louvre, com l''Anunciació de Múnic (1506).
Va treballar a la cartoixa de Galluzzo, decorant-ne al fresc la sala Capitular amb una Crucifixió amb la Mare de Déu, santa Maria Magdalena i àngels, «obra feta al fresc i amb habilitat i amor bastant ben acabada. Però, sembla que els frares no l'alimentaven bé, i alguns dels seus aprenents, sense saber-ho ell, van copiar la clau de les finestres per les quals se'ls lliurava el dinar als frares, i de tant en tant, ara a un i ara a un altre, els el furtaven. Aquest fet va ser molt comentat pels frares; perquè de les coses de la fam pateixen tant com qualsevol altra persona; però tot i que els aprenents, amb molta habilitat i sent tinguts per bones persones, van atribuir el fet a l'enemistat d'algun frare amb d'altre; el cas és que l'engany es va descobrir. Així va ser que finalment els frares, perquè el treball fóra acabat, van doblar les racions de menjar de Mariotto i els seus aprenents, i aquests, ben contents, van acabar l'obra.»
L'any 1505 es va casar amb Antonia Ugolini, filla d'un comerciant de vins. A partir de 1506, Albertinelli va començar per a la congregació de Sant Zenobi una Anunciació que va tardar quatre anys a acabar i que avui dia es conserva a la Galeria de l'Acadèmia de Florència. Es tracta del primer retaule del Renaixement en què hi ha una glòria dels cels concebuda dinàmicament a l'interior d'un espai estructurat arquitectònicament; la vivacitat de la pintura deguda a la intensitat del clarobscur, als colors i al tractament de la llum, és una resposta a la síntesi operada per fra Bartolomeo, que va unir el colorisme venecià i la tonalitat leonardesca.
Ja Vasari va adonar-se'n de la novetat de la pintura: «Va començar per a la companyia de Sant Zenobi, al costat de la canònica de Santa Maria del Fiore, una taula de l'Anunciació que li va costar molt de treball. Havia fet col·locar uns llums sobre l'obra mentre hi treballava per poder veure com les vistes més llunyanes del quadre disminuïen i augmentaven segons la llum. S'havia capficat amb la idea que les pintures que no tenien relleu i força, a més de delicadesa, no valien res; i com sabia que aquestes característiques no podien fer-se paleses sense ombres, les quals amb massa foscor no s'aprecien i, si són delicades, no tenen força, va voler unir a la delicadesa un cert mode de treballar que fins aleshores no li semblava que haguera intentat. Amb aquesta obra, se li va presentar l'ocasió d'experimentar aquestes idees, cosa que va fer amb penes i treballs, i que queda palés en el Déu Pare que es troba en l'aire, com també en alguns putti que semblen eixir-se'n de la taula sobre un fons obscur i amb una perspectiva que va fer amb el sostre d'una volta tallada, girant-ne els arcs i disminuint les línies al punt, de manera que sembla de relleu. A més, hi ha alguns àngels que volen escampant flors, molt graciosos.»
«Aquesta obra va ser feta i desfeta per Mariotto moltes vegades abans d'acabar-la, canviant-ne el colorit; ara més clar, ara més fosc, o bé més vivaç i lluminós. Però sense sentir-s'hi satisfet, ni semblant-li que la mà havia traduït les idees de l'intel·lecte, hauria volgut trobar un blanc més intens que el de la cerussa; de manera que es va posar a depurar-la per a poder il·luminar-la amb tanta claredat com volia. Al capdavall, adonant-se que era impossible fer amb l'art allò que s'abasta amb l'enginy i la intel·ligència humana, es va acontentar amb el que havia aconseguit. Va obtenir-ne dels artífexs lloances i honors, tot i que ell estimava que amb tant de treball era mereixedora d'un preu més alt que el que volien pagar-li, cosa que va causar disputes entre ell i els qui l'havien encarregada. Però Pietro Perugino, ja vell, Ridolfo Ghirlandaio i Francesco Granacci la van valorar i van fixar-ne el preu d'acord entre els tres.»
Al juliol de 1509, el convent de Sant Marc va sol·licitar la seua col·laboració amb fra Bartolomeo, amb les despeses i guanys dividits a la meitat per a cadascun, i les obres d'Albertinelli mostren novament l'influx de fra Bartolomeo i també dels nous corrents luminístics d'estil leonardesc: així, es pot apreciar en les seues Mares de Déu amb l'infant de Gènova i de Harewood House i al retaule de la Mare de Déu amb l'infant i sants de la Galeria de l'Acadèmia de Florència. L'Anunciació de Ginebra és l'única de les seues obres que porta la signatura conjunta: FRIS BARTHO OR P ET MARIOTTI FLORENTINOR OPUS 1511.
Els dibuixos preparatoris del retaule Ferry Carondelet de Besançon testimonien que el projecte original de tot el retaule és de Mariotto, tot i que només la Coronació de Maria, que en constituïa la part superior, separada i avui dia conservada a la Staatsgalerie de Stuttgart, va ser pintada per ell; en conjunt, es tracta de la millor obra de l'artista i una de les millors taules del Cinquecento.
L'any 1510, va fer per a les monges de Sant Julià de Florència el retaule amb la Mare de Déu amb l'infant i els sants Julià, Doménec, Nicolau i Jeroni i una Crucifixió amb àngels, Déu Pare i la Trinitat sobre fons daurat, avui dia ambdues conservades als Uffizi.

## El declivi
La seua col·laboració va acabar el 5 de gener de 1513: segons Vasari, era Mariotto «persona inquietíssima i carnal en les coses de l'amor i li agradava la bona vida, de manera que es va afartar dels maldecaps que li suposava la pintura i de les murmuracions dels altres pintors, costum ben corrent entre ells. Així que es va decidir a dedicar-se a una art inferior, menys fatigosa i més alegre, i va obrir un hostal extramurs de la porta de San Gallo, al ponte Vecchio al Drago, un hostal i taverna en què va estar ocupat molts mesos, dient que s'havia decidit per una art en què no calia entendre de músculs, escorços, perspectives i, el que era més important, sense vituperis, i que l'art que havia abandonat era contrària a aquesta nova; perquè imitava la carn i la sang, i aquesta feia viure la carn i la sang, i que amb aquesta se sentia lloat a tota hora perquè servia bon vi, mentre que amb l'altra sempre se sentia blasmat.»
Encara va reprendre la pintura, però les petites pintures del període 1513 – 1515, com ara la Mare de Déu amb l'infant de Venècia, mostren un arcaisme deliberat, amb representacions de motius en relleu trets de Ghiberti i amb un acurat realisme paisatgístic derivat de la pintura flamenca del segle XV: l'aversió envers la modernitat renaixentista el porta a una voluntària distorsió de les formes.
El retaule de l'església de Sant Miquel a Volognano, al poble de Rignano sull'Arno, amb la Mare de Déu amb l'infant i els sants Pere, Pau, Apolònia, Miquel junt a Zenobi del Vacchia, datada i signada MARIOTTI FLORENTINI OPUS 1514, és la seua darrera obra acabada, en la qual Mariotto torna a formes bartolomesques.
Vasari fa referència a un breu viatge del pintor, al juliol de 1515, a Viterbo, on va començar una taula per al convent de Santa Maria della Quercia. En realitat, va ser fra Bartolomeo della Porta, que en aquells anys formava part de la congregació del convent della Quercia, qui va iniciar el retaule de l'altar major que representava la Coronació de Maria, obra que va deixar inacabada, de manera que el convent va encarregar-ne a Mariotto la finalització, atesa l'afinitat entre tots dos artistes.
Però Albertinelli no va acabar la taula, que no va ser finalitzada fins a l'any 1545 per fra Paolino da Pistoia, deixeble de fra Bartolomeo –perquè poc després se'n va anar a Roma, on hauria fet per a l'església de Sant Silvestre al Quirinal, unes Esposalles místiques de santa Caterina, citada encara a la Guia de Roma de Filippo Titi l'any 1763 i a la d'Angelo Pellegrini del 1869, però que avui es troba desapareguda. Tornat a Viterbo, «on tenia alguns amors, pels quals, com el van enyorar durant la seua absència, va voler fer un últim esforç per demostrar que encara era vàlid en les coses de l'amor; però com ja no era massa jove ni valerós per a aquesta empresa, va emmalaltir i va haver de ficar-se al llit. Com culpava de la malaltia l'aire del lloc, es feu portar a Florència amb carro. Però no li van valdre ni ajuts ni remeis, i d'aquell mal es va morir en pocs dies, a l'edat de 45 anys, i va ser enterrat a l'església de Sant Pere Major.»
Entre els seus deixebles, cal destacar Franciabigio, el Pontormo, Giuliano Bugiardini i Innocenzo da Imola.

## Obres
- Berlín, Staatliche Museen, Mare de Déu amb l'infant, oli sobre taula, 1495, atribuïda.
- Volterra, catedral, Anunciació, oli, 1497, amb fra Bartolomeo.
- Los Angeles, County Museum of Art, Sagrada Família, oli, 1498, amb fra Bartolomeo.
- Chartres, Musée des Beaux – Arts, Tríptic, oli, ca. 1500.
- Milà, Museu Poldi Pezzoli, Tríptic, oli, 1500.
- Florència, Museu Nacional de Sant Marc, Judici universal, fresc, 1501, amb fra Bartolomeo.
- Florència, Palau Pitti: Adoració de l'infant, oli, ca. 1502.
- Florència, Uffizi: Visitació, oli, 1503.
- Florència, Uffizi, Anunciació, nativitat i presentació al temple, predel·la de la Visitació, oli, 1503.
- Galluzzo, cartoixa de Florència: Crucifixió, fresc, 1505.
- París, Louvre, Mare de Déu amb l'infant i els sants Jeroni i Zenobi, oli sobre taula, 1506.
- Nova York, Metropolitan Museum, Mare de Déu amb l'infant, oli i pintura al tremp sobre taula, ca. 1506.
- Detroit, Institute of Arts: Adoració de l'infant, ca. 1506.
- Múnic, Alte Pinakothek, Anunciació, oli sobre taula, ca. 1506.
- Gènova, col·lecció privada, Mare de Déu amb l'infant, oli sobre taula, 1509.
- Harewood House, Yorkshire, Mare de Déu amb l'infant, oli sobre taula, 1509.
- Lucca, Museu de Vil·la Guinigi, Pare etern entre les santes Caterina de Siena i Maria Magdalena, oli, 1509, amb fra Bartolomeo.
- Florència, Galleria dell'Accademia, Anunciació, oli sobre taula, 1510; Mare de Déu amb l'infant i els sants Julià, Doménec, Nicolau i Jeroni, ca. 1510; Trinitat, oli sobre taula, ca. 1510.
- Lewisburg, Pennsilvània, Bucknell University Art Gallery, Mare de Déu amb l'infant, oli sobre taula, ca. 1510.
- Columbia, Carolina del Sud, Museum of Art, Mare de Déu amb l'infant, sants i àngels, oli, ca. 1510, atribuït.
- Ginebra, Musée d'Art et d'Histoire, Anunciació, oli, 1511, amb fra Bartolomeo.
- Pisa, S. Francesco, Mare de Déu amb l'infant i els sants Pere i Pau, oli, 1511, amb fra Bartolomeo.
- Roma, Galeria Borghese, Sagrada Família amb sant Joanet, oli, 1512, amb fra Bartolomeo.
- Stuttgrat, Staatsgalerie, Coronació de Maria, oli sobre taula, 1512.
- Besançon, catedral, Verge en la glòria i sants dita retaule Ferry Carondelet, oli, 1512, amb fra Bartolomeo.
- New Haven, Connecticut, Yale University Art Gallery, El pecat original i el sacrifici d'Isaac, oli, ca. 1512.
- Longniddry, Escòcia, col·lecció privada, Mare de Déu amb l'infant, oli, ca. 1512.
- Bèrgam, Accademia Carrara, Caïm i Abel, oli sobre taula, ca. 1513.
- Zagreb, Galeria Slika: L'expulsió d'Adam i Eva, oli sobre taula, ca. 1513.
- Londres, Courtauld Institute Gallery, Creació, temptació i pecat original, oli sobre taula, ca. 1513.
- Canino, Viterbo, Sants Adreu i Joan Baptista, Mare de Déu amb l'infant entre sants, oli, ca. 1514, atribuït.
- Volognano, església de Sant Miquel, Mare de Déu amb sants i donant, oli sobre taula, 1514.
- Venècia, Seminari Patriarcal, Pinacoteca Manfrediniana: Mare de Déu amb l'infant, oli, ca. 1515.
- Roma, Sant Silvestre al Quirinal, Esposalles místiques de santa Caterina, 1515, perdut.